# NGC 996
NGC 996 (другие обозначения — UGC 2123, MCG 7-6-45, ZWG 539.64, PGC 10015) — эллиптическая галактика (E) в созвездии Андромеда.
Этот объект входит в число перечисленных в оригинальной редакции «Нового общего каталога».
В галактике вспыхнула сверхновая SN 1996bq, её пиковая видимая звездная величина составила 18,7.